# Eclissi solare del 3 settembre 2081
L'eclissi solare del 3 settembre 2081 è un evento astronomico che avrà luogo il suddetto giorno attorno alle ore 9 UTC.
Sarà visibile da tutta l'Europa, dall'Africa del Nord e dell'Est, da tutta l'Asia meridionale, da gran parte della Cina e dall'Oceania occidentale.
L'eclissi maggiore sarà visibile alle coordinate 24.6N 53.6E, nel mare degli Emirati Arabi Uniti, pochi chilometri ad Ovest di Abu Dhabi alle ore 9:07 UTC.

## Caratteristiche
Questa eclissi sarà l'unica del secolo ad oscurare quasi completamente tutta la Svizzera e l'Italia nord-orientale per più di 1 minuto, infatti la durata dell'evento in uno dei punti più interessati, Zurigo, sarà di 3 minuti e 55 secondi, durata che diminuisce progressivamente allontanandosi dalla città. 
A Berna si avranno 2 minuti e 36 secondi di oscuramento totale, mentre Lugano e Sondrio saranno il confine oltre il quale l'eclissi sarà vista solo come parziale, con una magnitudine rispettivamente di 0,989 e 0,998.